# Malinska

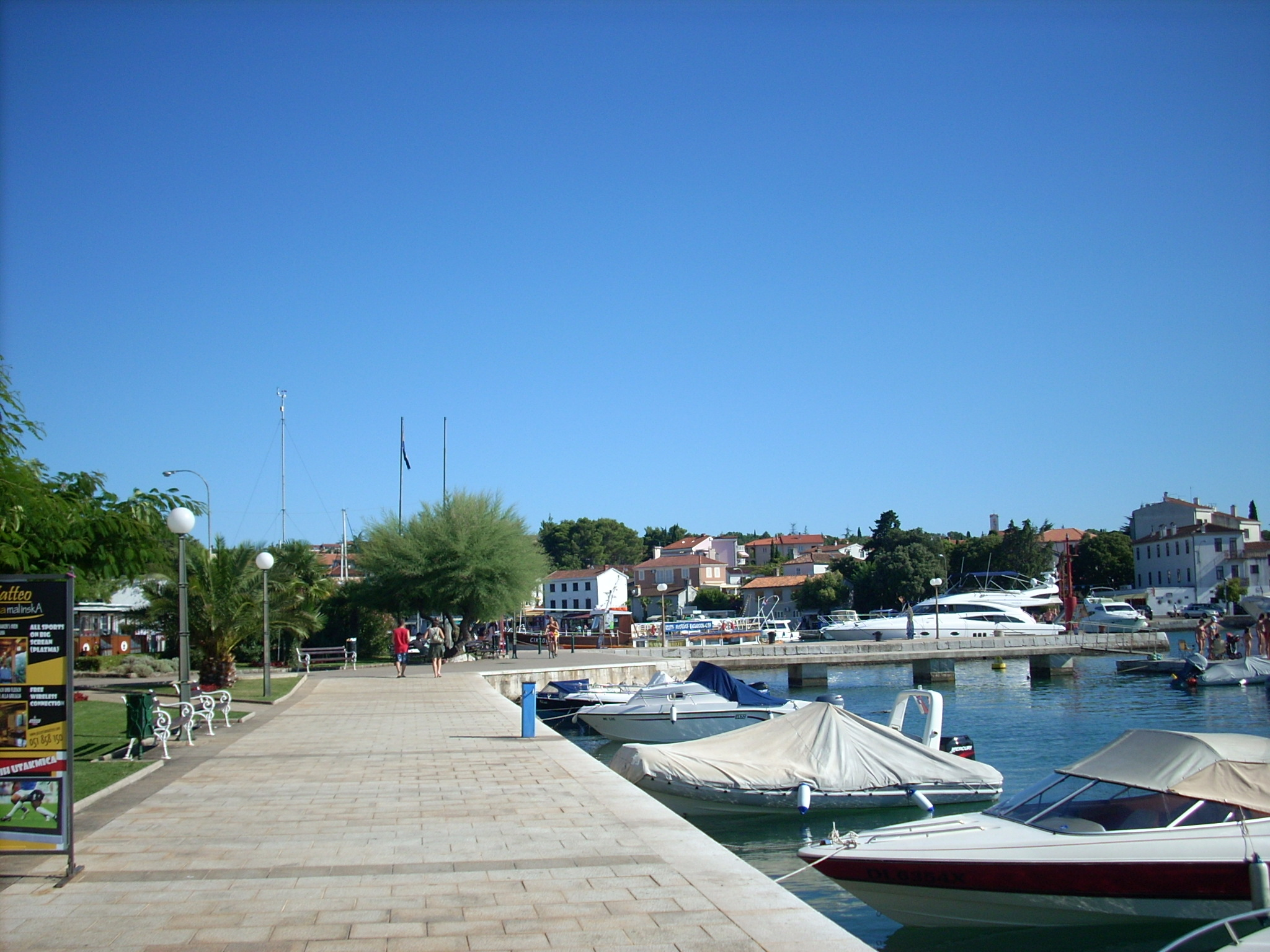
Riva in Malinska.

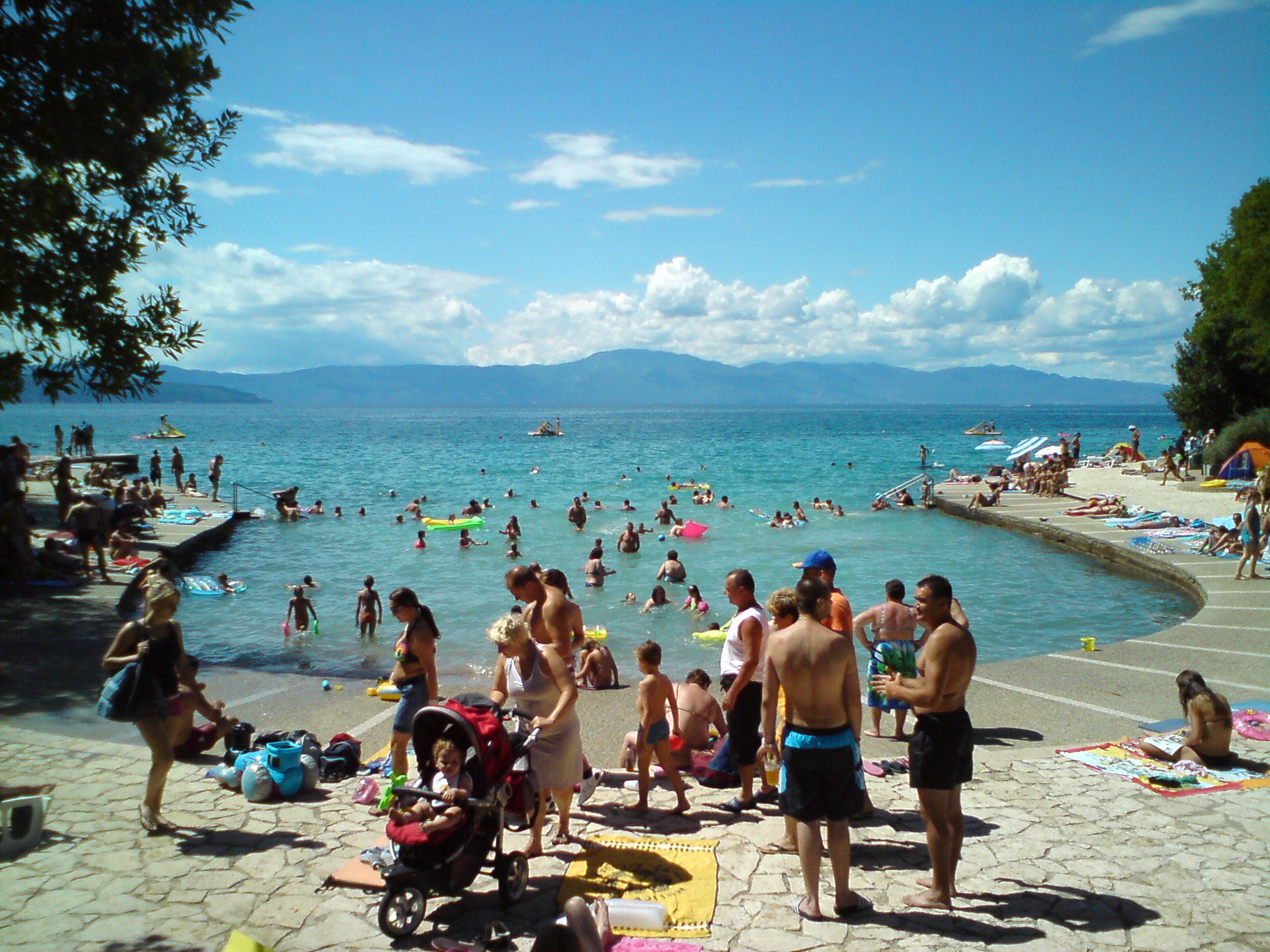
Strand Haludovo in Malinska.

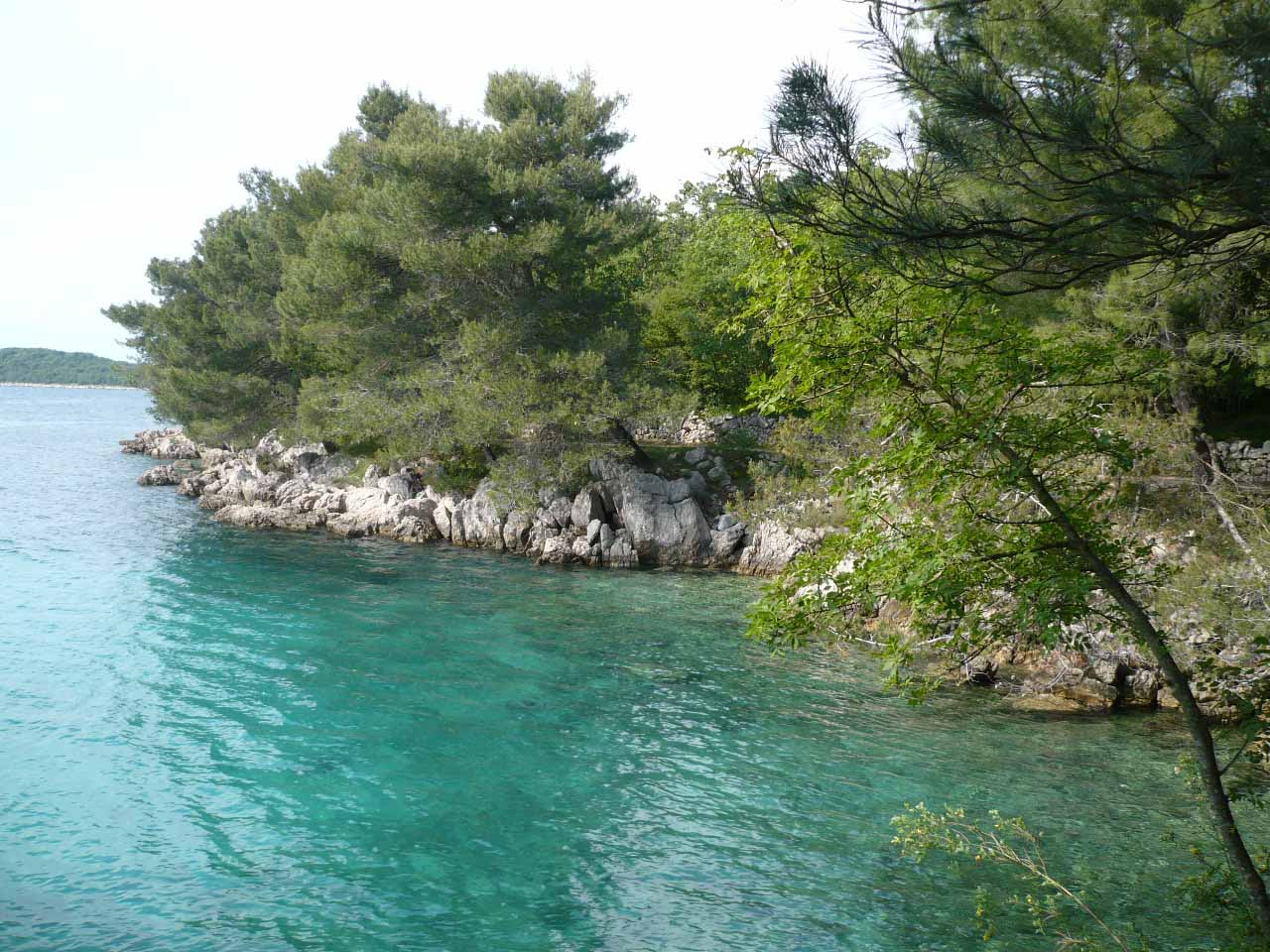
Kustwandelpad Rajska Cesta (Paradijs Weg).

Malinska is een plaats in de gemeente Malinska-Dubašnica op het eiland Krk in Kroatië.
Het stadje is populair bij toeristen, in het bijzonder zonaanbidders. Er is daarom ook veel horeca. De ligging is gunstig omdat de Bora, een koude bergvalwind, Malinska niet in haar greep heeft.
Van Malinska loopt het kustwandelpad Rajska Cesta (Paradijs Weg) naar Njivice in de buurgemeente Omišalj; langs dit pad groeien dennen tot aan de zee en is het voorjaar vol wilde bloemenpracht.